# Ragnar Gustafsson (jinete)
Axel Ragnar Gustafsson, (Häradshammar, municipio de Norrköping, 20 de julio de 1930 - Ystad, 24 de febrero de 2016), fue un jinete sueco que compitió en eventos completos. Compitió para Strömsholms SF.
Gustafsson representó a Suecia en los Juegos Olímpicos de Verano de 1960 en Roma. Tanto en la competencia individual como en la competencia por equipos en eventos completos, no se colocó.

## Resultados
Resultados en los Juegos Olímpicos de Verano de 1960  de 3 días en ecuestre (1960).
| Juegos      | Edad | Ciudad | Deporte  | Evento                                   | Equipo | CNO | Rango | Medalla     |
| ----------- | ---- | ------ | -------- | ---------------------------------------- | ------ | --- | ----- | ----------- |
| 1960 Verano | 30   | Roma   | Ecuestre | Evento Completo de Tres Días, Individual | Suecia | SWE | AC    | No completó |
| 1960 Verano | 30   | Roma   | Ecuestre | Evento Completo de Tres Días, Equipo     | Suecia | SWE | AC    | No completó |

Historia del Evento Completo de tres días, individual.
| Juegos      | Edad | Ciudad | Deporte  | País   | Caballo | Fase               | Unidad | Rango       | Puntos | SJF | STP   | CCJF | CCTP  |
| ----------- | ---- | ------ | -------- | ------ | ------- | ------------------ | ------ | ----------- | ------ | --- | ----- | ---- | ----- |
| 1960 Verano | 30   | Roma   | Ecuestre | Suecia | Dan     | Resultados Finales | AC     | No completó |        |     |       |      |       |
| 1960 Verano | 30   | Roma   | Ecuestre | Suecia | Dan     | Doma               |        | 24          |        |     |       |      |       |
| 1960 Verano | 30   | Roma   | Ecuestre | Suecia | Dan     | Campo a Través     |        | 25          | -42.80 | 0   | 25.60 | -60  | -8.40 |

Historia del Evento Completo de tres días, equipo.
| Juegos      | Edad | Ciudad | Deporte  | Equipo | CNO | Caballo | Fase               | Unidad | Rango       | Puntos       |
| ----------- | ---- | ------ | -------- | ------ | --- | ------- | ------------------ | ------ | ----------- | ------------ |
| 1960 Verano | 30   | Roma   | Ecuestre | Suecia | SWE | Dan     | Resultados Finales | AC     | No completó | No completó  |
| 1960 Verano | 30   | Roma   | Ecuestre | Suecia | SWE | Dan     | Doma               |        | 1           | No puntuable |
| 1960 Verano | 30   | Roma   | Ecuestre | Suecia | SWE | Dan     | Campo a Través     |        | AC          | No completó  |

## Palmarés
| Año  | Evento                                   | Lugar    | Caballo | Medalla           |
| ---- | ---------------------------------------- | -------- | ------- | ----------------- |
| 1968 | Campeonato sueco de competición de campo | Umeå     | Ytter   | Medalla de plata  |
| 1969 | Campeonato sueco de competición de campo | Vetlanda | Ytter   | Medalla de plata  |
| 1966 | Campeonato sueco de competición de campo | Skövde   | Piga    | Medalla de bronce |